# Штогрин Антоніна Олексіївна
Антоні́на Олексі́ївна Што́грин, до шлюбу Анісімова (29 червня 1967, с. Майдан-Олександрівський, Віньковецький району, Хмельницької області). Членкиня Національної спілки художників України з 2010 року.

## Біографія
1985-го закінчила Київську республіканську художню школу імені Тараса Шевченка (станковий живопис).
З 1988 вступила у Львівський інститут прикладного та декоративного мистецтва, сьогодні Львівська національна академія мистецтв. Закінчила у 1993 р., художник-модельєр).
З 2004-го по 2018 працювала старшою викладачкою кафедри «Образотворчого та декоративно-прикладного мистецтва та реставрації творів мистецтва» (живопис, техніки живопису) Кам'янець-Подільського національного університету імені Івана Огієнка.
У шлюбі з художником Андрієм Штогриним 1992 року народила доньку Марію. Брат художник-графік Микола Анісімов.

## Творчість
Працює в техніці олійного живопису, настінної поліхромії.
Персональні виставки:
- 1994 Кам'янець-Подільський
- 1999 Львів
- 2000 Краків
- 2003 Берлін
- 2003 Бранденбург
- 2003 Потсдам
- 2003 Хмельницький
- 2009 Київ
- 2011 Євпаторія
- 2012 Кам'янець-Подільський
- 2012 Симферопіль
- 2013 Кам'янець-Подільський
- 2013 Саки

Учасниця всеукраїнських виставок під егідою Спілки художників України:
- 2006 Київ (до Дня художника);
- 2007 Київ (жінки-митці України);
- 2007 Київ (Мальовнича Україна) ;
- 2007 Київ (всеукраїнське трієнале живопису);
- 2008 Київ (всеукраїнська виставка пртрету);
- 2008 Київ (всеукраїнська виставка натюрморту);
- 2011 «Сусіди» Почергово в обласних центрах України (до Дня Незалежності)
- 2014 Київ «200 художників до 200-річчя Шевченка»
- 2016 Київ «Трієнале живопису»
- 2016 Київ «До Дня Незалежності»
- 2017 Хмельницький «Ювілейна виставка»
- 2017 Київ «Ювілейна виставка»
- 2018 Київ «Жіночий портрет»
- 2018 Київ «Різдвяна виставка»
- 2019 Торонто «Виставка до 200-ліття Т.Г.Шевченка»
- 2019 Хмельницький «До 30-ліття Хмельницької спілки художників»
- 2020 «Тиждень українського мистецтва 2020» Брюгге, Бельгія
- 2020 «Третя Всеукраїнська виставка жіночого портрету» Київ, Будинок Художника
- 2020 «До дня художника» Київ, Будинок Художника